# Caribbean Agricultural Health and Food Safety Agency
Het Caribbean Agricultural Health and Food Safety Agency (CAHFSA) is de voedselveiligheidsautoriteit van de Caricom. Het is gevestigd in Paramaribo in Suriname.
De CAHFSA werd in 2010 opgericht door de leden van de Caricom. De vestiging vond officieel op 18 maart 2010 plaats in een van de gebouwen van het ministerie van Landbouw, Veeteelt en Visserij aan de Letitia Vriesdelaan in Paramaribo. In december 2015 werd ernaast een nieuw pand opgeleverd ter waarde van 1,3 miljoen euro, die de Surinaamse regering voor haar rekening nam. De andere lidstaten leverden financiële steun en technische deskundigheid. Hier bevinden zich ook de Surinaamse filialen van het Inter-American Institute for Cooperation on Agriculture (IICA) en de Voedsel- en Landbouworganisatie van de Verenigde Naties (FAO).
De organisatie richt zich op voedselveiligheid en veiligheid en gezondheid van dieren en planten. Ze voert op dit gebied ook onderzoeken uit op processen in bedrijven, waarna ze op een lijst gezet kunnen worden van bedrijven die voldoen aan de voorwaarden. In de praktijk betekent dit nog niet dat andere Caricom-landen dergelijke importen meteen accepteren.
Een belangrijk verdrag voor de CAHFSA is het Sanitary and Phytosanitary Agreement (SPS), waarin voedselveiligheid en de gezondheid van planten en dieren centraal staan. Dit systeem is afkomstig van de Wereldhandelsorganisatie (WHO; 1995) en is van belang om producten af te kunnen zetten in het buitenland. Een belangrijk project voor het CAHFSA is het EU/Cariforum SPS Project, wat in 2015 gestart werd. Dit werd gezamenlijk door het IICA, het Caribbean Agriculture Research and Development Institute (CARDI) en het secretariaat van de Caricom geïmplementeerd en vanuit het 10e Europees Ontwikkelingsfonds gefinancierd.

## Aangesloten landen
De volgende landen zijn aangesloten bij het CAHFSA:
- Anguilla
- Antigua en Barbuda
- Bahama's
- Barbados
- Belize
- Britse Maagdeneilanden
- Dominica
- Grenada
- Guyana
- Jamaica
- Montserrat
- Saint Kitts en Nevis
- Saint Lucia
- Saint Vincent en de Grenadines
- Suriname
- Trinidad en Tobago
- Turks- en Caicoseilanden